# شیفته زن‌ها
شیفتهٔ زن‌ها (انگلیسی: The Ladies Man) یک فیلم کمدی به کارگردانی جری لوئیس است که در سال ۱۹۶۱ منتشر شد. از بازیگران آن می‌توان به کاتلین فریمن، جرج رفت و جری لوئیس اشاره کرد.